# Lo stress è tre, tre
Lo stress è tre, tre (Stress-es tres-tres) è un film del 1968 diretto da Carlos Saura.